# Peter Becker (Offizier)
Karl Peter Becker, ab 1833 Ritter von Becker, (* 13. Dezember 1778 in Höfen, Bezirksamt Bamberg; † 14. November 1848 in München) war ein bayerischer Generalleutnant und Baumeister.

## Leben
Becker war der Sohn eines Strumpfwirkers. Nach dem Besuch eines Gymnasiums studierte er an der hochfürstlichen Ingenieurs- und Zeichenakademie in Bamberg und trat Anfang Dezember 1798 als freiwilliger Kanonier in den Hochfürstlich Würzburgischen Dienst. Mitte April des Folgejahres war er als Lehrer für praktische Geometrie und Militärbaukunst an der Pagerie tätig. Er nahm 1799 mit der Würzburger Landwehr im Odenwald und im Spessart an den Kämpfen gegen Frankreich teil. Im Jahr darauf war Becker bei der Verteidigung der Festung Marienberg gegen die Franzosen. Mitte August 1802 avancierte er zum Unterleutnant und mit der Säkularisation des Hochstifts wurde Becker Mitte Februar 1803 in das Ingenieurkorps der Bayerischen Armee übernommen.
Bis Ende Februar 1809 rückte Becker zum Hauptmann auf und befand sich während des Fünften Koalitionskrieges an der Seite Frankreichs gegen Österreich im Hauptquartier des Marschalls François-Joseph Lefebvre. Mit Dekret vom 30. Juli 1809 ernannte ihn Kaiser Napoleon zum Ritter der französischen Ehrenlegion. Mitte März 1811 erfolgte seine Ernennung zum ersten Ingenieuroffizier in Nürnberg und ab August 1812 war er zur Dienstleistung in Bausachen beim Kriegsökonomierat kommandiert. Dort erfolgte Mitte Oktober 1812 seine Beförderung zum Major und ab Mitte August 1813 war er dem General der Kavallerie Carl Philipp von Wrede zugeteilt. An dessen Seite wirkte Becker während der Befreiungskriege gegen Frankreich in den Schlachten bei Hanau, Brienne, Bar-sur-Aube und Bar-sur-Aube. Für sein Verhalten mehrfach mit Armeebefehl belobigt, erhielt er am 27. Februar 1814 den Orden der Heiligen Anna II. Klasse.
Nach dem Krieg rückte Becker Ende Dezember 1817 zum Oberstleutnant auf und war seit dem 11. Dezember 1819 provisorisches Mitglied des Oberadministrationskollegiums der Armee. 1826 wurde er in die Festungsbaukommission unter Clemens von Raglovich berufen.
1832 löste er Michael von Streiter als Festungsbaudirektor der Festung Ingolstadt ab und etablierte beim Festungsbau einen modernen, polygonalen Baustil. Am 5. März 1833 erhielt er das Ritterkreuz des Verdienstordens der Bayerischen Krone. Damit verbunden war die Erhebung in den persönlichen, nicht vererbbaren Adelsstand und er durfte sich nach der Eintragung in die Adelsmatrikel „Ritter von Becker“ nennen. Im Mai 1836 wurde er zum Generalmajor befördert und am 5. Juni 1838 unter Belassung in seiner Stellung zum Chef des Ingenieurkorps ernannt. Am 7. Dezember 1842 war er zum Ehrenbürger von Ingolstadt ernannt worden und der bayerische König ehrte ihn anlässlich seines 50-jährigen Dienstjubiläums mit dem Kreuz des Ludwigsordens.
Am 1. Januar 1845 erhielt Becker das Komturkreuz des Verdienstordens der Bayerischen Krone und am 31. März 1848 den Charakter als Generalleutnant. Von seiner Stellung als Festungsbaudirektor von Ingolstadt wurde er am 5. April 1848 unter dem Ausdruck der „Allerhöchsten Anerkennung seiner vieljährigen Verdienste um den Bau“ und mit Belassung des Ingenieurkorps-Kommandos enthoben.
Die rechte Figur eines mittelalterlichen Ritters am Neuen Feldkirchner Tores in Ingolstadt stellt Peter von Becker dar.
Becker hatte sich am 12. Oktober 1809 mit Helene Haller von Hallerstein (* 1788) verheiratet. Aus der Ehe ging ein Sohn († 1848) und eine Tochter hervor.